# Герб Козельска
Герб муниципального образования городского поселения «Город Козе́льск» Козельского района Калужской области Российской Федерации — официальный символ муниципального образования; составлен по правилам и соответствующим традициям геральдики и отражает исторические, культурные, социально-экономические и иные местные особенности.

## Описание герба
«В червленом (красном) поле пять обремененных черным греческим (равноконечным отвлеченным) крестом серебряных фигурных тарча (2-1-2) перемежаемых четырьмя золотыми греческими крестами. Щит увенчан золотой башенной короной о трех видимых зубцах с двумя обнаженными, скрещенными за короной мечами с серебряными клинками и золотыми рукоятями и ободом, усыпанным самоцветами»— Решение городской Думы городского поселения «Город Козельск» от 3 мая 2012 года № 189 «О гербе городского поселения „Город Козельск“» с поправками от 24 мая 2012 года № 193.

## Описание символики герба
За основу герба муниципального образования «город Козельск» взят исторический герб города Козельска Калужской губернии, утверждённый 10 марта 1777 года, подлинное описание которого гласит: «Во время нахожденія Батыя въ Россію, сей градъ бывъ удѣломъ малолѣтняго Князя Василія Титыча, былъ осажденъ Татарскими войсками, и хотя малолѣтство Князя являлося бы долженствовать ослабить его жителей, но вѣрность ихъ къ Государю, превозмогая въ нихъ всѣ другіе чувствія, они разсудили сдѣлать вылазку и обще съ Княземъ погибнуть или спастися. Сіе ими исполнено было, но отъ превосходящаго числа Татаръ были всѣ побиты. Въ напоминаніе сего приключенія, въ гербѣ имъ полагается: въ червленомъ полѣ, знаменующимъ кровопролитіе, на крестѣ расположенные пять серебряныхъ щитовъ съ черными крестами — являющіе храбрость ихъ защинія и несчастную судьбину — и четыре златые креста — показующіе ихъ вѣрность».
Красный цвет — символ мужества, красоты, жизни.
Чёрный цвет в геральдике символизирует благоразумие, мудрость, скромность, честность и вечность бытия.
Серебро в геральдике — символ чистоты, мудрости, благородства, мира, взаимосотрудничества.
Золото — символ богатства, величия, прочности, интеллекта и прозрения.

## История герба
Исторический герб Козельска был Высочайше утверждён 10 (21) марта 1777 года императрицей Екатериной II вместе с другими гербами городов Калужского наместничества (ПСЗ, 1777, Закон № 14596)
Автором исторического герба Козельска являлся герольдмейстер, князь М. М. Щербатов.
В 1859 году, в период геральдической реформы Кёне, был разработан проект нового герба Козельска, (официально не утверждён):
«В червленом щите накрест расположены 5 серебряных щитов: 2, 1, 2, обремененные черными крестами и сопровождаемые 2 золотыми крестами. В вольной части герб Калужской губернии. Щит увенчан серебряной стенчатой короной, за щитом положенные накрест золотые молотки соединёнными Александровской лентой».
В советский период герб Козельска (1777 года) не использовался.
В 2005 году Козельская Городская дума записала в Уставе, что она признаёт учреждённый Екатериной герб Козельска. Однако решения о возрождении или восстановлении исторического герба города в качестве официального символа Козельска, городскими властями пока не приняты.
В декабре 2009 года Козельску присвоено почётное звание «Город воинской славы». В соответствии с Указом Президента РФ в городе была установлена стела Воинской славы с изображением исторического герба Козельска.

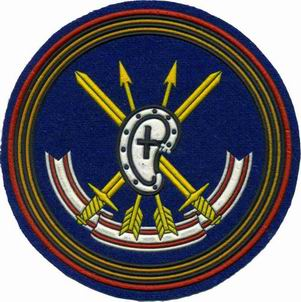
Шеврон Козельской дивизии

Герб Козельска размещен на официальном сайте Козельского района.
В 2008 году Приказом Командующего РВСН был учреждён герб Козельской гвардейской Краснознамённой ракетной дивизии. В основу его положен элемент герба города Козельска — серебряный щит с чёрным крестом, обозначающий место дислокации соединения.
В 2011 году Козельской гвардейской дивизии РВСН было вручено новое воинское знамя. На его полотнище изображены символы дивизии, перекликающиеся с символами Козельского герба: красные, золотые, черные и серебряные (белые) цвета, козельские щиты с крестом.

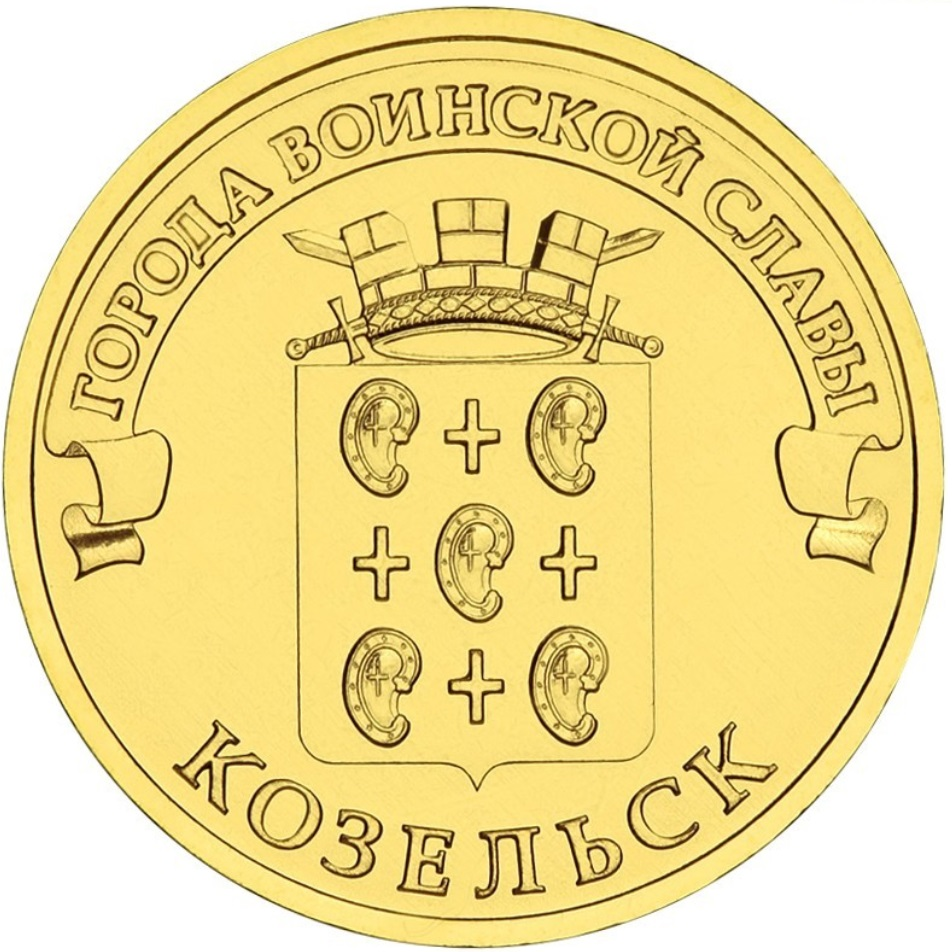
Герб Козельска на монете номиналом 10 рублей, из серии «Города воинской славы»

1 августа 2013 года Банк России выпустил памятную монету номиналом 10 рублей, серии Города воинской славы на реверсе которой изображен герб города Козельск.
Поэт — геральдист Владимир Иванович Герасимов так воспевает исторический герб Козельска:

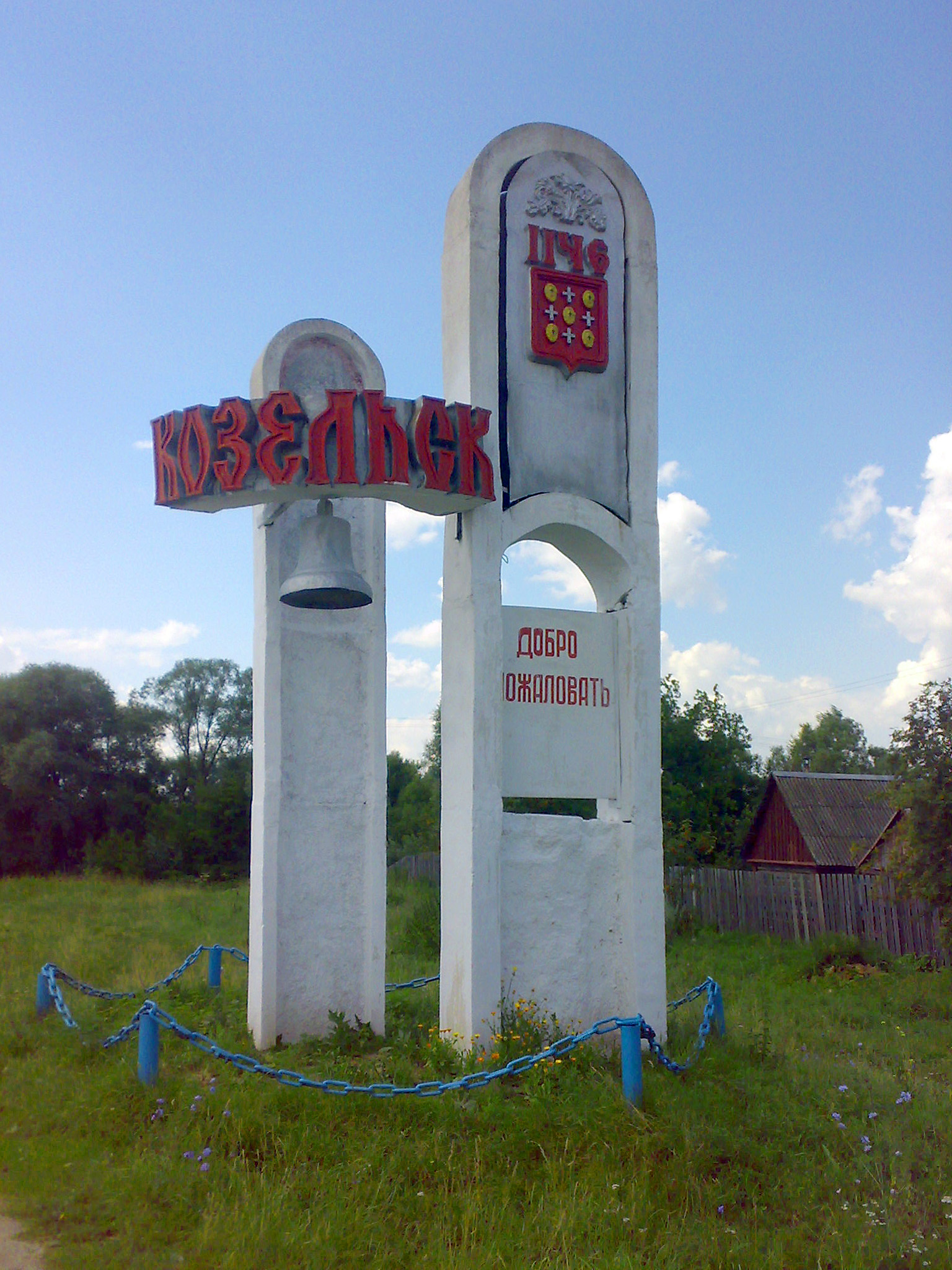
Герб Козельска на знаке при въезде в город

ГЕРБ КОЗЕЛЬСКА
Герб Козельска — пять щитов
С черными крестами
И с четверкой злат-крестов
В поле красно — алом …
Смерть — навечно.
Жизнь — мгновенье …
К подвигу себя готовь!..
На колени, на колени
Перед гербом крест — щитов!…